# Hobbex
Hobbex är ett svenskt e-handelsföretag som säljer radiostyrda produkter via internet. Huvudkontoret, Hobbex Retail AB, ligger i Stockholm.

## Företagshistoria

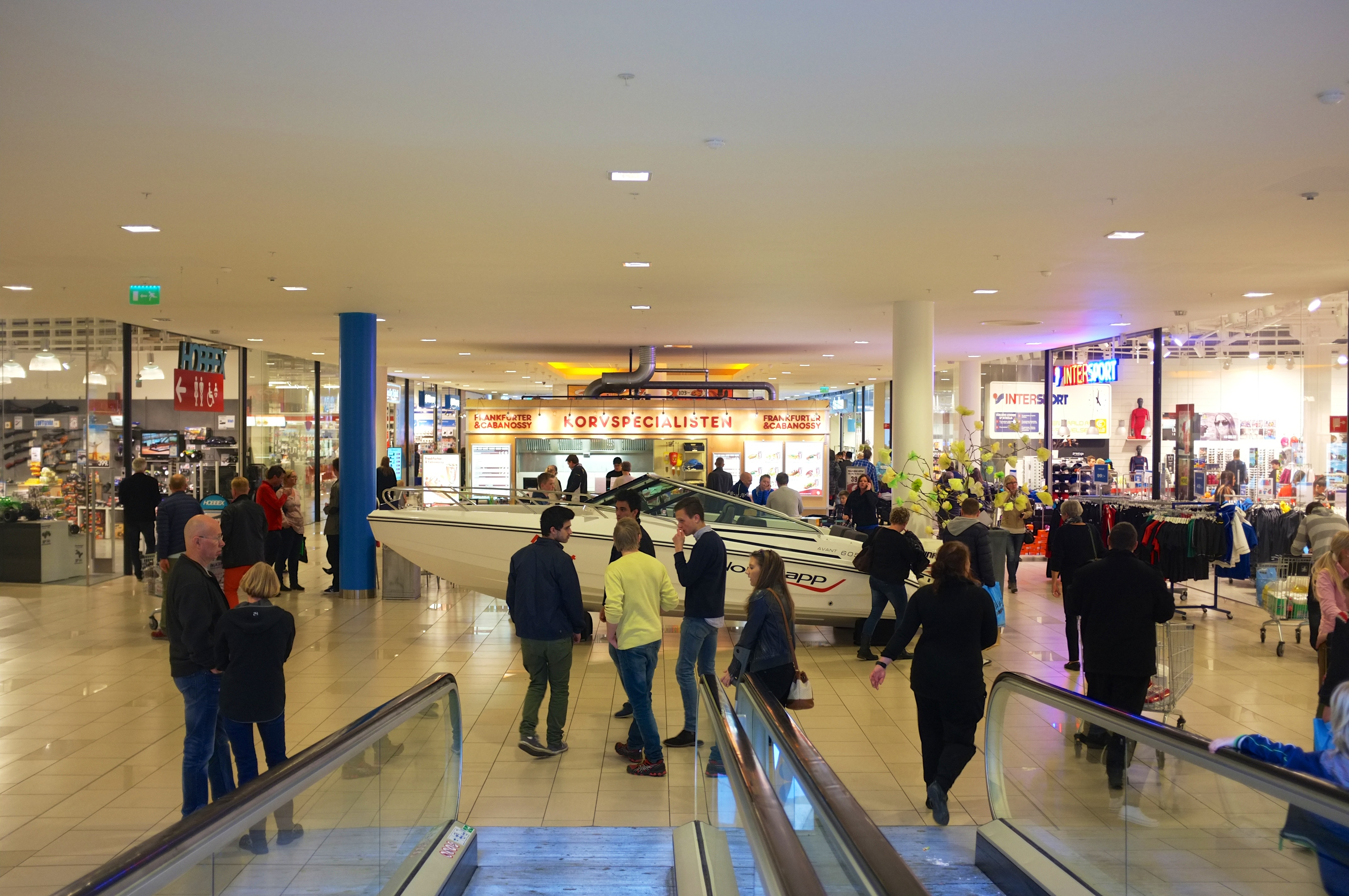
Till vänster: Hobbex i Nordby Shoppingcenter, 2014.

Företaget grundades 1961 av Bo Lycksén och Jan-Ove Nilsson. Verksamheten startades genom att sälja svenska JOFA-tält i Tyskland och under hösten 1961 producerades den första Hobbexkatalogen. År 1983 övertogs företaget av postorderföretaget Josefssons. Postorder och även försäljning till Norge inleddes. Hobbex såldes 1993 till Panduro Hobby och flera nya butiker öppnades. Två privatpersoner blev nya ägare 2003, men redan 2006 tog nya kapitalstarka ägare över till 100% efter att bolaget hade hamnat i finansiellt trångmål. De nya ägarna Johan Gustafsson och Erik Ryd har drivit ett förändringsarbete sedan dess.
Under 2018 beslutade företaget att stänga alla fysiska butiker på grund av minskad försäljning, för att istället satsa på e-handel.
I maj 2018 hade Hobbex fjorton butiker i Gävle, Borås, Göteborg, Sundsvall, Malmö, Stockholm (Kista, Täby, Bromma, Solna samt Nacka), Nordby (Strömstad), Uppsala, Umeå och Karlstad. 
Under 2019 och 2020 fortsatte bolaget sin omställning till e-handel och stängde merparten av alla butiker. Under 2019 flyttades även huvudkontoret från Borås till Stockholm. I juni 2020 hade Hobbex endast en butik kvar i Nordby (Strömstad) och bedrev merparten av sin försäljning via e-handel med fokus på radiostyrda produkter såsom radiostyrda bilar, båtar och drönare. I oktober 2021 var alla fysiska butiker stängda.[källa behövs]